# 에린 챔버스

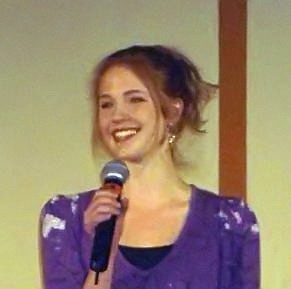

에린 체임버스(Erin Chambers, 1979년 9월 24일 ~ )는 미국의 배우이다.
포틀랜드에서 태어났다.

## 출연 작품
- 헤븐스 레인 (2011년)
- Nesting (2012) - 케이티 역
- 더 스톰 (2009년) - 칼리 마이어스 역
- 천사의 사명 (2008년) - 테일러 역
- 히버 홀리데이 (2007년)
- 더 싱글 세컨드 워드 (2007년)
- 티어스 오브 어 킹 (2007년) - 프리스실라 프레슬리 역
- 앨빈과 슈퍼밴드 (2007년)
- 고양이의 보은 (2002년)
- 리커쉐이 리버 (2001년)
- 이웃집 야마다군 (1999년)
- 백색지대 3 (1999년)

### 텔레비전
- 조안 오브 아카디아 (2004)
- 스타게이트 아틀란티스 (2004)
- 우리 생애 나날들 (2004-08)
- 베로니카 마스 (2005)
- ER (2006)
- CSI: 뉴욕 (2006)
- 본즈 (2007)
- 고스트 & 크라임 (2009)
- 콜드 케이스 (2009)
- 고스트 위스퍼러 (2010)
- 제너럴 호스피털 (2010-11)
- 캐슬 (2012)
- NCIS: 로스앤젤레스 (2013)
- 더 영 앤 더 레스트리스 (2013)
- 스캔들 (2013)
- 엑스파일 (2018)